# Tribu de Dan
Pour les articles homonymes, voir Dan.
La tribu de Dan est une des douze tribus d'Israël. Ses membres sont les Danites.
Dan, fils de Jacob et Bilha, donna son nom à cette tribu d'Israël, dont le territoire, une fois installé en Terre d'Israël, sera borné à l'Est par ceux des tribus de Benjamin et de Juda, au Sud par celui de Juda, dont elle était séparée par le torrent de Sorek, au Nord, par le territoire de celle d'Éphraïm, et à l'Ouest, par la mer.

## Effectifs de la tribu de Dan
Deux ans après la sortie d'Égypte, Moïse effectue un premier recensement et les descendants de Dan sont au nombre de 62 700. Les descendants de Dan forment une armée de 62 700 hommes.
Après la révolte de Coré, Dathan et Abiron, Moïse effectue un second recensement et les descendants de Dan sont au nombre de 64 400.
L'archéologue Donald Bruce Redford estime que les nombres donnés dans la Bible sont peu crédibles dans la mesure où ils sont trop grands.

## Territoire
Le territoire de la tribu de Dan comprend les villes suivantes : Tsora, Eshtaol, Ir-Shémesh, Shaalabbîn (en), Ayalon (en), Yithla, Élôn, Timna (en), Éqron, Elteqé (en), Guibbethôn (en), Baalath, Yehoud, Bené-Beraq (en), Gath-Rimmôn (en), Mé-Yarqôn (en) et le pays de Joppé.
Les descendants de Dan ne chassent pas les Amorrites des deux villes suivantes : Ayalon (en), Shaalabbîn (en) et quatre de leurs villes deviennent des villes lévitiques attribuées aux Qehathites : Elteqé (en), Guibbethôn (en), Ayalon (en), Gath-Rimmôn (en),.
Un groupe de descendants de Dan quitte ce territoire, se dirige vers le nord, s'empare de la ville de Léshem qui est renommée Dan en l'honneur de leur ancêtre et fonde un nouveau territoire autour de cette ville.
Pour Kenneth Anderson Kitchen, ces listes ne sont pas fiables.

## Disparition
À partir du Xe siècle av. J.-C., la tribu de Dan se trouve incorporée dans le royaume de Samarie, un des deux royaumes israélites (avec le royaume de Juda), avec 9 autres tribus. Le royaume de Samarie est détruit par l'empire Assyrien en plusieurs étapes, la dernière en -722.
Les archéologues ont exhumé une bonne partie des archives de l'empire assyrien. Les chroniques assyriennes de Sargon II, le roi qui a vaincu le royaume de Samarie, indiquent :

« Les habitants de Samarie, qui tombèrent d'accord et qui complotèrent avec un roi ennemi parce qu'ils ne voulaient plus supporter le joug de la servitude et verser le tribut à Assur et qui me livrèrent bataille, je les ai combattus avec le pouvoir des grands dieux, mes seigneurs. Comme butin, j'ai dénombré 27 280 personnes, ensemble avec leurs chars et leurs dieux, dans lesquels ils avaient placé leur confiance. Avec 200 de leurs chars, j'ai formé un bataillon pour mon armée royale. J'ai déporté les autres au milieu de l'Assyrie. J'ai repeuplé Samarie davantage qu'auparavant. J'y ai installé des populations de pays conquis par mes soins. »

Le texte ne précise pas si Sargon II parle de la ville de Samarie ou du royaume de Samarie.
De son côté, le Deuxième Livre des Rois, écrit sans doute deux à trois siècles après les déportations, indique dans son chapitre 15 que quasiment tous les Israélites du Nord ont été déportés.
Il y a des points communs avec les Livres des Rois : la déportation des Israélites a bien eu lieu, ainsi que l'implantation de colons étrangers. Mais il y a aussi une différence importante : le nombre des déportés. Pour le Second Livre des Rois, c'est toute la population ou presque qui a été déportée. Pour Sargon II, c'est une minorité. Les archéologues estiment en effet la population du royaume de Samarie à 200 000 personnes, d'après les villes et villages retrouvés. Il y avait bien eu une première déportation 10 ans plus tôt, quand le roi assyrien Tiglath-Phalazar III avait conquis la Galilée. Mais elle aussi a été chiffrée par les textes assyriens. Le total des deux déportations atteint environ 40 000 personnes, soit 20 % seulement du total des habitants, sans doute essentiellement l’élite.
On a retrouvé, à Guézér et dans les environs, des textes cunéiformes du VIIe siècle av. J.-C. contenant des noms babyloniens. La déportation de populations allogènes en Samarie (au moins dans certaines zones), affirmée par Sargon II et le Livre des Rois, est donc bien confirmée. L'archéologie indique par contre que ce repeuplement est loin d'être massif. Les poteries, inscriptions, villages, etc. montrent une grande continuité avec la période antérieure. Le Livre de Jérémie rapporte que 150 ans après la chute du royaume du Nord, quatre-vingts Israélites du Nord (des villes de Sichem, Silo et Samarie) se sont présentés avec des offrandes pour le temple de Jérusalem.
À partir du IIIe siècle av. J.-C. au plus tard, une population appelée les « Samaritains » est bien identifiée dans les anciennes zones du royaume de Samarie, et affirme descendre des dix tribus. Les Israélites de Juda, qu'on appelle maintenant « Juifs », refusent de les reconnaitre comme israélites, et les considèrent comme les descendants quasi-exclusifs des colons assyriens. La tribu de Dan et les autres tribus du Nord sont officiellement déclarées comme « disparues », créant le thème des dix tribus perdues.
Pour les Samaritains et beaucoup d'historiens, la tribu de Dan s'est fondue dans les populations du Nord après la victoire assyrienne, et particulièrement au sein de la population samaritaine.
Pour le judaïsme orthodoxe, la tribu de Dan et les autres tribus du Nord ont mystérieusement disparu. Beaucoup de Juifs ou de Chrétiens n'auront alors de cesse de les retrouver.

## La recherche de la tribu de Dan
Trois des dix tribus d'Israël, dont celle de Dan, se seraient enfuies vers le continent africain, en Nubie. Au XVe siècle, un dirigeant juif égyptien, le Radbaz (Rabbi David ben Zimra (en), 1462–1572), identifie dans les Beta Israel d'Éthiopie les descendants de la tribu de Dan. Le grand rabbin sépharade d'Israël, Ovadia Yosef, reprendra sa thèse en 1973, ouvrant la voie à la reconnaissance des Beta Israel comme juifs par le gouvernement de Yitzhak Rabin à la tête de l'État d'Israël en 1975.
En 2010 une délégation de rabbins, mandatée par le grand rabbinat d’Israël, est allée dans la région des Dix-Huit Montagnes en Côte d’Ivoire pour enquêter sur le peuple Dan et voir s'il y avait bien des liens avec le peuple d’Israël. Les rabbins ont conclu qu'il était « possible » que les Dan viennent des hébreux, vue les nombreux liens entre leurs traditions et leur langue et celles des hébreux. Mais qu'ils devaient se convertir pour être considéré comme juifs à part entière. 
Le film Les Danites de Cote d’Ivoire, de David Szerman relate cette enquête. La 1re partie suit les rabbins dans leurs rencontres avec les chefs et sorciers Dan. La 2e partie s’intéresse plus a l'histoire du peuple Dan et a ses similitudes d'avec les hébreux.
Aujourd'hui, une poignée de danites ont créé la première communauté juive – danite d'Abidjan,.
Il existe des associations, comme l'association israélienne Shavei Israel (en), qui se consacrent à la recherche des dix tribus perdues.

## Livre de l'Apocalypse
Le Livre de l'Apocalypse, attribué à l'apôtre Jean, cite les douze tribus d'Israël, sans mentionner la tribu de Dan (ni celle d'Éphraïm mais en citant comme tribu à part entière celle de Manassé, descendant de Joseph). Le prophète Jérémie cite la tribu de Dan dans une de ses prophéties. Certains Pères de l'Église (comme Polycarpe ou Irénée) en ont conclu que c'est de cette tribu que devait sortir l'Antéchrist.

## Membres de la tribu de Dan
- Ahiézer, le fils d'Ammishaddaï, est un chef de la tribu de Dan lors de l'Exode hors d'Égypte[20],[21],[22],[23].
- Ammiël, le fils de Guemalli, est envoyé en éclaireur au pays de Canaan avant sa conquête[24].
- Bouqqi, le fils de Yogli, est un chef de la tribu de Dan lors du partage du pays de Canaan[25].
- La tribu de Dan compte parmi ses membres Manoach et son fils Samson, juge d'Israël[26].
- L'artisan Hiram est le fils d'une veuve de la tribu de Dan[27] et exécute des ouvrages en cuivre pour le Temple de Salomon.

## Symboles de la tribu de Dan
Le symbole de la tribu de Dan est un serpent ou une balance en référence à la bénédiction de Jacob. Dan est le 5e fils d'Israël. La pierre précieuse associée à Dan sur le pectoral du grand prêtre est un Saphir (Exode 28:18).

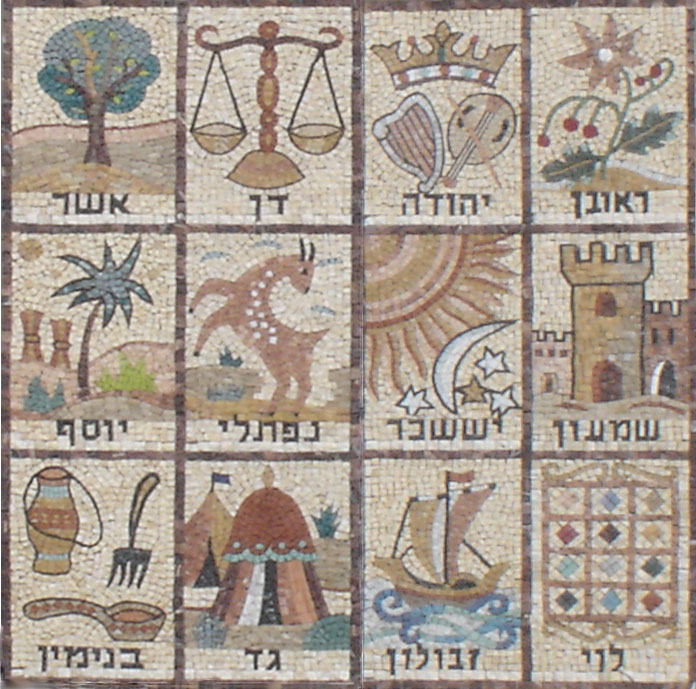
Mosaïque où Dan est symbolisé par une balance.
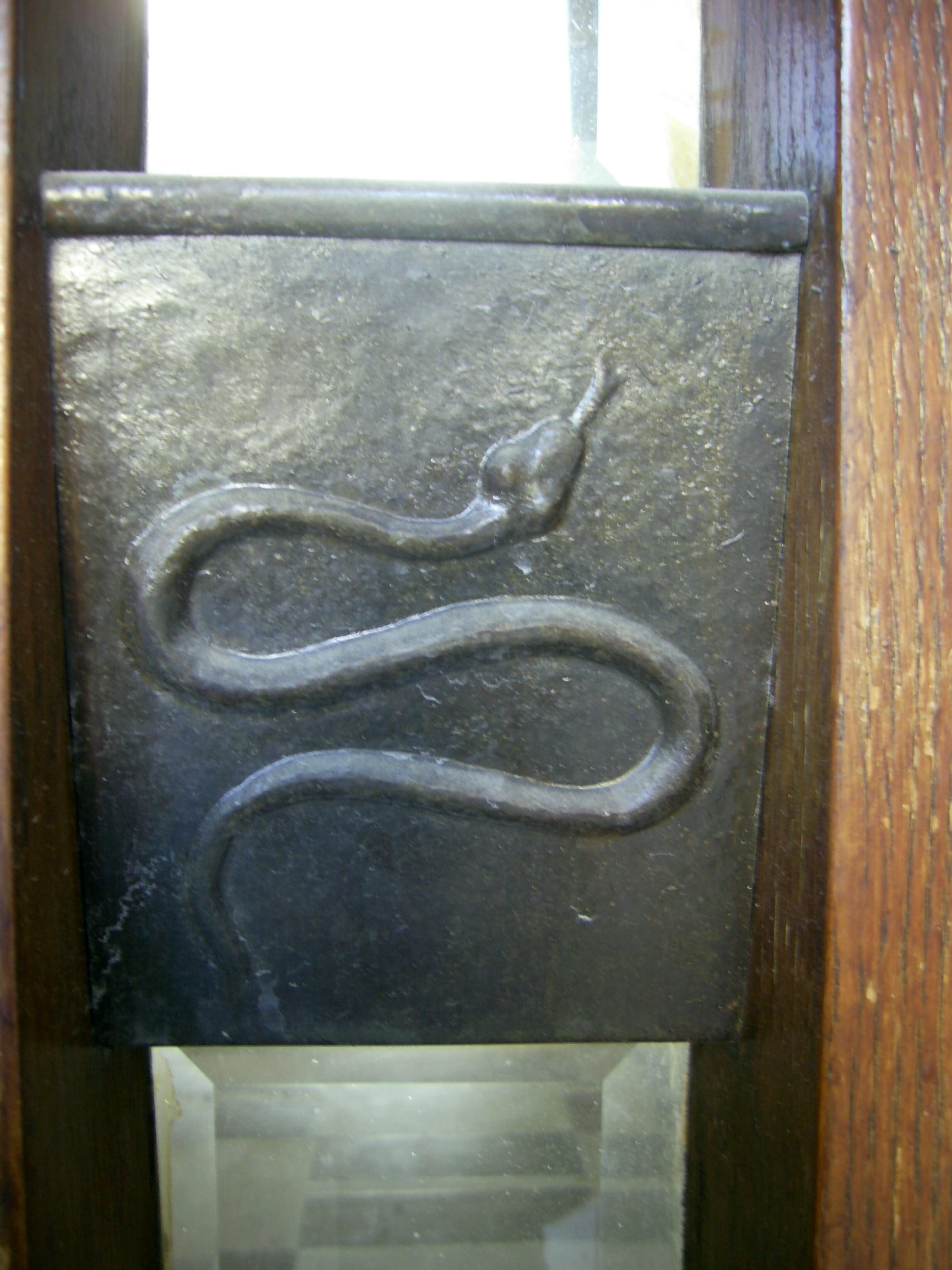
Le serpent, symbole de Dan.
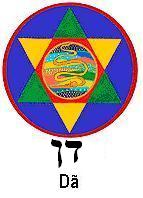
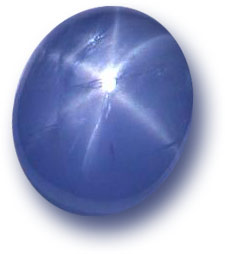
Saphir.